# شبکه تندرو منطقه‌ای
شبکه تندرو منطقه‌ای (به فرانسوی: Réseau Express Régional) یا به‌طور خلاصه اِغُ اِغ (به فرانسوی: RER)، یک راه‌آهن حومه‌ای و مترو تندرو است که در پاریس و اطرافش قرار دارد. قق ترکیبی از یک سامانه مترو زیرزمینی در مرکز شهر پاریس و راه‌آهنی برای مسافران حومه شهر به مرکز است. در مرکز شهر، اِغُ اِغ بسیار شبیه مترو عمل می‌کند، اما در ایستگاه‌های کمتری متوقف می‌شود. این امر آن را به الگویی برای بهبود حمل‌ونقل در شهرهای دیگر تبدیل کرده‌است.
این شبکه شامل ۵ خط D ,C ،B ,A و E در ۲۵۷ ایستگاه با تعداد زیادی تقاطع با مترو پاریس است. این خطوط با حروف الفبای لاتین نامگذاری شده‌اند تا از اشتباه گرفتن آن‌ها با خطوط مترو پاریس (که به صورت عدد هستند) اجتناب شود. این خطوط درحال گسترشند؛ از جمله توسعه غربی خط E که با عبور از لا دفانس به مانت-اژولی می‌رسد و در دو فاز بین سال‌های ۲۰۲۰ تا ۲۰۲۲ برنامه‌ریزی شده‌است.